# Lopar
Lopar es un municipio de Croacia en el condado de Primorje-Gorski Kotar.

## Geografía
Se encuentra a una altitud de 12 m s. n. m. a 230 km de la capital nacional, Zagreb.

## Demografía
En el censo 2011 el total de población del municipio fue de 1263 habitantes. No cuenta con localidades discriminadas.
| Gráfica de población de Lopar 1857-2011                             |
|                                                                     |
| Según los censos de población de la oficina estadística de Croacia. |